# منافسة تشيلسي وتوتنهام هوتسبير
المنافسة بين تشيلسي وتوتنهام هوتسبير هي منافسة بين ناديي كرة القدم المحترفين في لندن تشيلسي وتوتنهام هوتسبير. يلعب تشيلسي مبارياته على أرضه في ملعب ستامفورد بريدج، بينما يلعب توتنهام هوتسبير مبارياته على أرضه في ملعب توتنهام هوتسبير. اعتبارًا من أبريل 2025، تم لعب 179 مباراة بين الفريقين، فاز تشيلسي بـ81 منها وفاز توتنهام بـ55.
على الرغم من أن الفريقين لعبا ضد بعضهما البعض منذ أوائل القرن العشرين، إلا أن التنافس بين تشيلسي وتوتنهام لم يبدأ حتى نهائي كأس الاتحاد الإنجليزي 1967، وهو أول نهائي كأس الاتحاد الإنجليزي بين فريقين لندنيين فقط. يعتبر مشجعو تشيلسي أن توتنهام هو أحد منافسيهم إلى جانب أرسنال وفولهام وليدز يونايتد، في حين يعتبر مشجعو توتنهام أن منافستهم مع تشيلسي تأتي في المرتبة الثانية بعد منافستهم مع أرسنال. وكانت العديد من المواجهات بين الفريقين متوترة للغاية، ومن بين المباريات البارزة التي لعبت بينهما "معركة الجسر" في عام 2016.

## خلفية
في حين أن تشيلسي وتوتنهام هوتسبير لم يعتبرا بعضهما البعض منافسين رئيسيين، فقد كانت هناك دائمًا خلافات قوية بين المشجعين تعود إلى نهائي كأس الاتحاد الإنجليزي عام 1967. وكانت المباريات بين الفريقين تجذب عادة حضورا جماهيريا كبيرا، وكانت تنتهي أحيانا بمواجهات عنيفة بين المشجعين.
أظهر استطلاع للرأي أجري عام 2012 أن مشجعي تشيلسي يعتبرون توتنهام هو منافسهم الرئيسي، متفوقين على أرسنال ومانشستر يونايتد. وفي نفس الاستطلاع، أظهر أن مشجعي توتنهام ما زالوا يعتبرون تشيلسي منافسهم الثاني، بعد أرسنال.  صوّر فيلم The Football Factory لعام 2004 مشاهد اشتباكات عنيفة بين مشجعي الفريقين. 

## التاريخ

### المباريات المبكرة
أُقيم أول لقاء بين الفريقين في الدوري في 18 ديسمبر 1909 في ستامفورد بريدج حيث انضم توتنهام إلى دوري كرة القدم الإنجليزي في عام 1908 وفاز بالترقية إلى دوري كرة القدم الإنجليزي في عام 1909. انتهت المباراة بفوز تشيلسي بنتيجة 2–1.  ومع ذلك، عانى الفريقان في موسم 1909–10، والتقيا مرة أخرى في وايت هارت لين في 30 أبريل 1910 في المباراة النهائية للموسم، حيث كان كلاهما يقاتل من أجل البقاء في دوري الدرجة الأولى. فاز توتنهام على تشيلسي بنتيجة 2–1، مما أدى إلى هبوط تشيلسي، وسجل هدف الفوز لاعب تشيلسي السابق بيرسي همفريز. 

### بداية المنافسة
يعود تاريخ المنافسة بين الفريقين إلى نهائي كأس الاتحاد الإنجليزي عام 1967، والذي كان أول نهائي في المسابقة يقام بين فريقين من لندن، ولذلك غالبًا ما يطلق عليه "نهائي كأس كوكني".

### 1990–2015
أصبح تشيلسي مسيطرًا على اللقاءات مع توتنهام في التسعينيات؛ بدءًا من سبتمبر 1990، لم يهزموا أمام منافسيهم لأكثر من عقد من الزمان، بما في ذلك الفوز 6–1 على ملعب وايت هارت لين في موسم 1997–98. في 5 نوفمبر 2006، فاز توتنهام على تشيلسي 2-1 في وايت هارت لين، منهيًا فترة 16 عامًا بدون فوز ضد البلوز في الدوري. ومع ذلك، فاز توتنهام على تشيلسي في عام 2002 بنتيجة 5–1 في مباراة الإياب من كأس الرابطة بعد هزيمته 2–1 في ستامفورد بريدج، مما أدى إلى نتيجة إجمالية 6–3.
في 11 مارس 2007، التقى تشيلسي وتوتنهام في ربع نهائي كأس الاتحاد الإنجليزي، حيث تأخر تشيلسي 3–3 بعد أن كان 1–3 وحصل على مباراة إعادة. وفي اليوم التالي، اندلعت اشتباكات بين مشجعي توتنهام وتشيلسي في شوارع لندن، حيث تعرض 10 مشجعين للطعن. فاز تشيلسي في النهاية في مباراة الإعادة بنتيجة 2–1، وتقدم إلى نصف النهائي. في الموسم التالي، التقى الفريقان في نهائي كأس رابطة الأندية الإنجليزية المحترفة 2008، وفاز توتنهام بالكأس بعد فوزه 2–1.
قبل انضمامه إلى تشيلسي عام 2013، جذب ويليان اهتمام توتنهام. خضع ويليان لفحص طبي في توتنهام قبل أن يلتحق بمسؤولي تشيلسي، مما أثار حيرةً بشأن النادي الذي سيوقع له. يدّعي ويليان أن تشيلسي كان خياره الأول، وأنه كان ليوقع مع توتنهام فقط في حال فشل الصفقة مع تشيلسي. يُزعم أنه خلال فترة رومان أبراموفيتش كمالك لتشيلسي، رفض القيام بأي عمل تجاري مع توتنهام.
في 1 مارس 2015، فاز تشيلسي في نهائي كأس رابطة الأندية الإنجليزية المحترفة 2015 بنتيجة 2–0 ضد توتنهام، بهدفين سجلهما جون تيري ودييغو كوستا.تصدر مشجعو تشيلسي عناوين الصحف بسبب الهتافات العنصرية والمعادية للسامية في مترو النفاق بعد المباراة. بعد هذه المباراة النهائية، تفوق تشيلسي على توتنهام في عدد الألقاب التي فاز بها.[بحاجة لمصدر]

### 2016: "معركة الجسر"

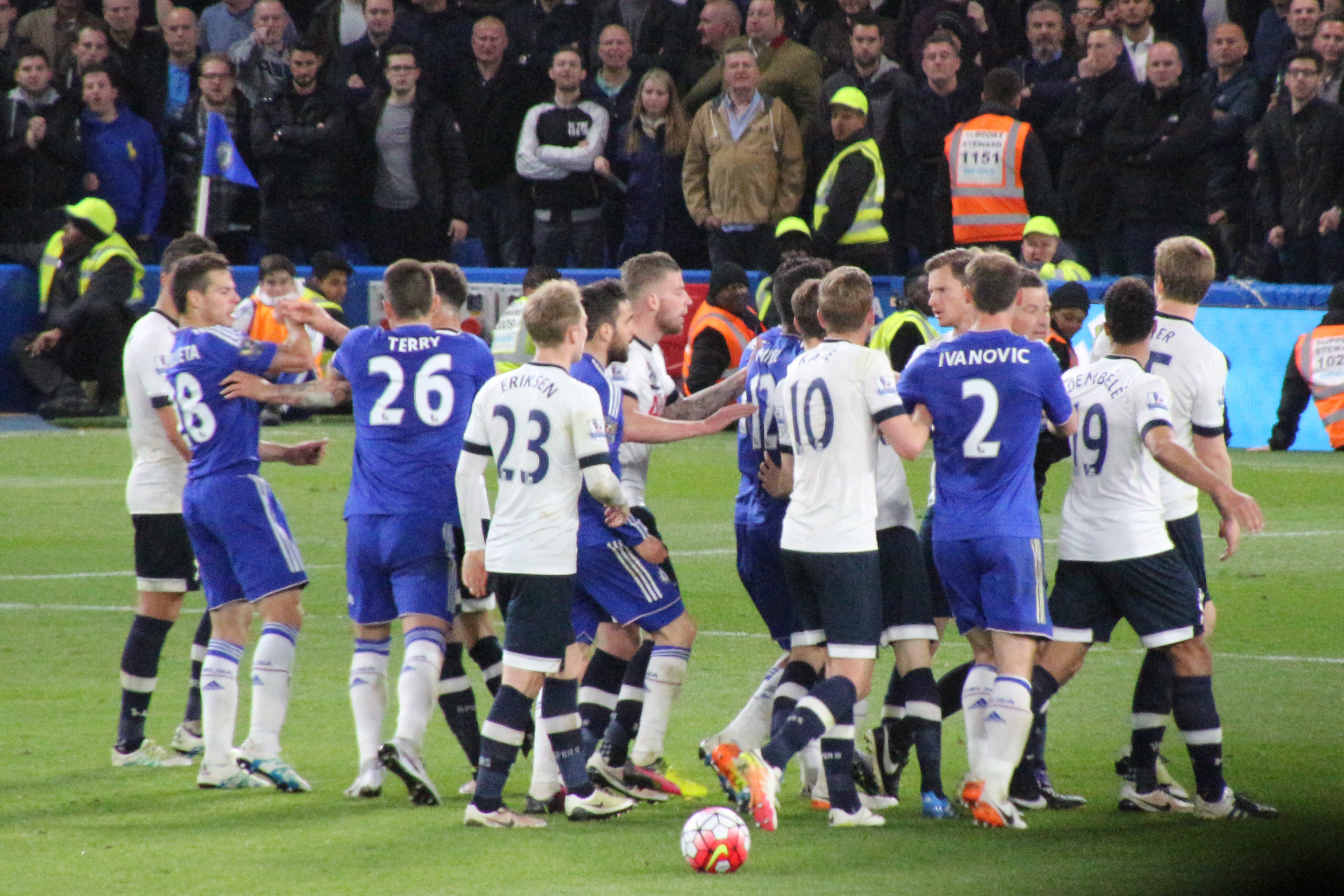
مناوشات بين اللاعبين في مباراة تشيلسي وتوتنهام التي أطلق عليها اسم "معركة ستامفورد بريدج" في 2 مايو 2016.

في موسم 2015–16، تحسن أداء توتنهام في الدوري تحت قيادة مدربه ماوريسيو بوتشيتينو، وكانوا منافسين على اللقب. من ناحية أخرى، شهد تشيلسي أسوأ موسم له منذ 20 عامًا، حيث شهد إقالة مدربه جوزيه مورينيو بعد بداية سيئة للموسم.  دخل توتنهام إلى المباراة ضد تشيلسي على ملعب ستامفورد بريدج في 2 مايو 2016، وهي المباراة التي يتعين على توتنهام الفوز بها للحصول على فرصة للفوز بالدوري. ثبت أن اللقاء كان مباراة سيئة المزاج، والتي سيتم تسميتها لاحقًا بـ"معركة ستامفورد بريدج" أو "معركة الجسر".   
وتقدم توتنهام بهدفين سجلهما هاري كين وسون هيونغ مين. وفي الشوط الثاني، سجل غاري كاهيل وإدين هازارد هدفي تشيلسي. انتهت المباراة بالتعادل 2–2، مما منح ليستر سيتي تلقائيًا لقبه الأول في الدوري الإنجليزي الممتاز.   ربما كان هذا هو أقرب ما وصل إليه توتنهام للفوز بالدوري منذ لقبه الأخير في عام 1961 ومنذ حصوله على المركز الثالث آخر مرة في عام 1990. أشعلت المباراة التنافس بين الناديين من جديد حيث هاجم اللاعبون بعضهم البعض على أرض الملعب، مما أدى إلى تسع بطاقات صفراء لتوتنهام (رقم قياسي في الدوري الإنجليزي الممتاز لأي فريق)، وثلاث بطاقات أخرى لتشيلسي، وإيقاف موسى ديمبيلي لمدة ست مباريات بسبب السلوك العنيف.  ونتيجة لذلك، واجه كلا الناديين ثلاث اتهامات من قبل الاتحاد الإنجليزي لكرة القدم وتم تغريمهما بسبب فشلهما في السيطرة على لاعبيهما. 

### 2017–حتى الآن

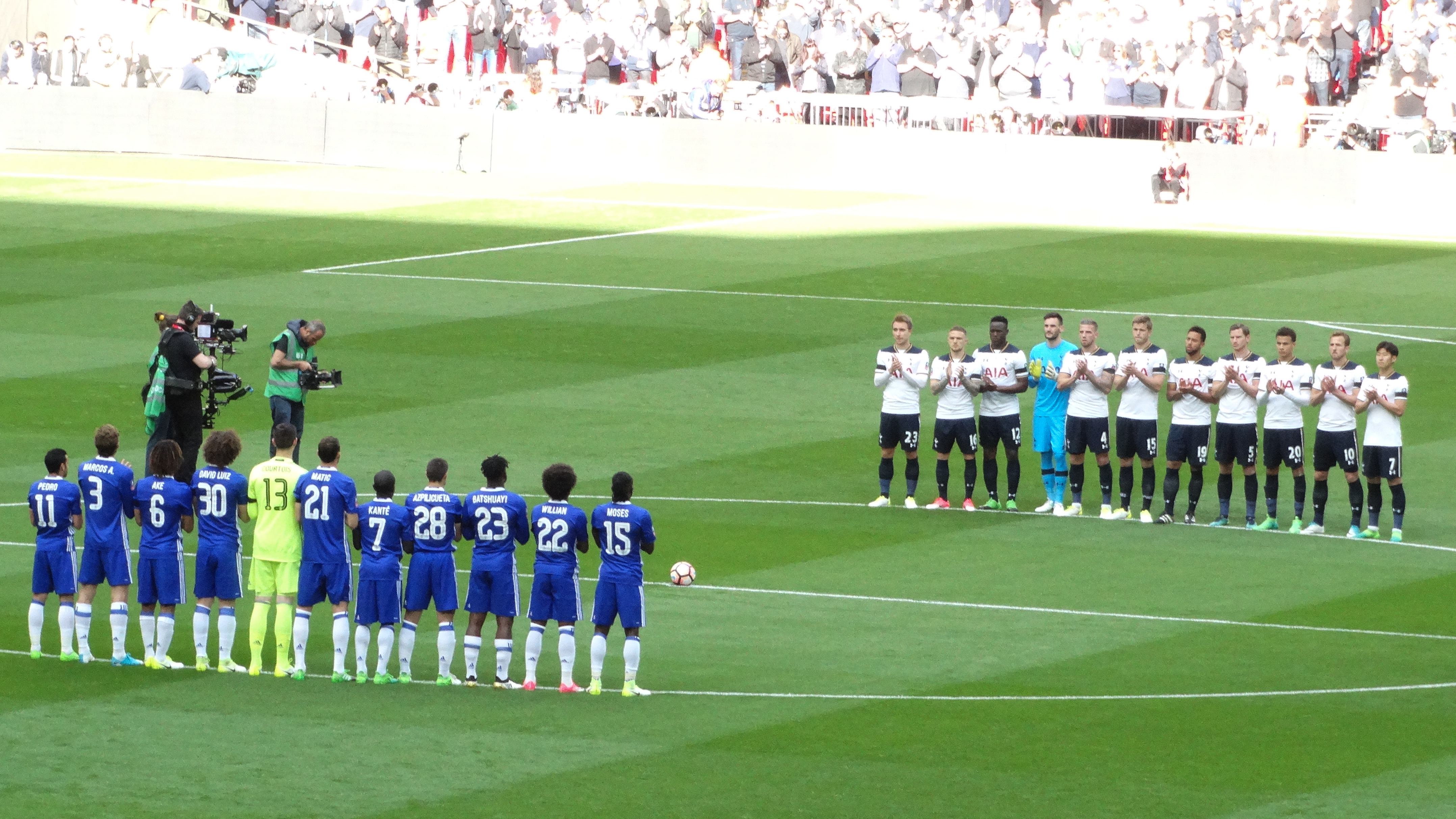
لاعبو تشيلسي وتوتنهام قبل نصف نهائي كأس الاتحاد الإنجليزي 2017.

في 4 يناير 2017، فاز توتنهام على تشيلسي 2–0 في وايت هارت لين، منهيًا سلسلة انتصارات تشيلسي القياسية التي بلغت 13 مباراة في الدوري الإنجليزي الممتاز.  وأدى ذلك إلى تقليص الفارق بين توتنهام وتشيلسي، المتصدر للدوري الإنجليزي الممتاز، إلى خمس نقاط. ثم أصبح توتنهام وتشيلسي المتنافسين على اللقب في سباق بين حصانين، حيث ساد تشيلسي في النهاية برصيد 93 نقطة مقابل 86 نقطة لتوتنهام.  كما خسر توتنهام أمام تشيلسي في نصف نهائي كأس الاتحاد الإنجليزي في نفس الموسم. 
في 20 أغسطس 2017، التقى توتنهام وتشيلسي في وقت مبكر من الدوري الإنجليزي الممتاز 2017–18، حيث لعب توتنهام أول مباراة له على أرضه في الدوري الإنجليزي الممتاز على ملعب ويمبلي. فاز تشيلسي بالمباراة 2–1 بهدفين سجلهما ماركوس ألونسو، منهيًا بذلك سلسلة توتنهام التي استمرت 19 مباراة على أرضه في الدوري الإنجليزي الممتاز دون هزيمة.  في نفس الموسم، وتحديدًا في 1 أبريل 2018، فاز توتنهام خارج أرضه على تشيلسي بنتيجة 3–1، بهدفين من ديلي ألي وكريستيان إريكسن. كان هذا هو الفوز الأول لتوتنهام في ستامفورد بريدج منذ 28 عامًا. 
في 22 ديسمبر 2019، لعب تشيلسي أول مباراة على ملعب توتنهام الجديد.  المباراة التي فاز بها تشيلسي 2–0 بهدفين من ويليان، حظيت بتغطية إعلامية واسعة بسبب السلوك العنصري المزعوم من قبل مشجعي توتنهام، والذي استهدف مدافع تشيلسي أنطونيو روديغر.    كما تم القبض على أحد مشجعي تشيلسي بتهمة الإساءة العنصرية المزعومة ضد لاعب توتنهام سون هيونغ مين، الذي طُرد لركله روديغر بعد ارتكابه خطأ ضد سون.  وقد أدى ذلك إلى دعوة الحكومة إلى اتخاذ إجراء بشأن العنصرية في كرة القدم.  ومع ذلك، لم يتم العثور على أي دليل على الإساءة العنصرية ضد روديغر بعد تحقيق أجرته الشرطة. 
في 5 يناير 2022، تشيلسي يواجه توتنهام في مباراة الذهاب من نصف نهائي كأس الرابطة على ملعب ستامفورد بريدج، وفاز بالمباراة 2–0.  وبعد أسبوع، فاز تشيلسي مرة أخرى على توتنهام 1–0 في مباراة الإياب، ليحجز مكانه في ويمبلي للنهائي.  في 23 يناير، تشيلسي يواجه توتنهام مرة أخرى في فوز 2–0 في الدوري الإنجليزي الممتاز.  يعني الفوز أن تشيلسي تغلب على توتنهام ثلاث مرات في غضون شهر—وكان آخر فريق في الدوري الإنجليزي الممتاز يحقق هذا الإنجاز هو أستون فيلا ضد بلاكبيرن روفرز في يناير 2010. 
كانت مباراة الدوري الإنجليزي الممتاز التي أقيمت على ملعب ستامفورد بريدج في 14 أغسطس 2022 ملحوظة حيث شهدت طرد كل من مدرب تشيلسي توماس توخل ومدرب توتنهام أنطونيو كونتي، الذي سبق له تدريب تشيلسي. جاء ذلك بعد مناوشات متعددة بينهما على خط التماس، في البداية عندما احتفل كونتي أمام توخل بعد هدف التعادل لتوتنهام، وفي وقت لاحق عندما اشتبك كلا المدربين أثناء المصافحة بعد صافرة النهاية.  وانتهت المباراة بالتعادل 2–2 بعد هدف التعادل في الدقيقة الـ96 عن طريق مهاجم توتنهام كين. 
وُصفت مباراة الدوري الإنجليزي الممتاز بين الفريقين التي أقيمت في 6 نوفمبر 2023 بأنها "فوضوية"،   "جنون"،  وواحدة من "أكثر المباريات جنونًا" و"أكثرها جنونًا وسحرًا" في تاريخ الدوري الإنجليزي الممتاز.   شهدت المباراة عودة مدرب توتنهام السابق بوتشيتينو إلى ملعب توتنهام كمدير فني لتشيلسي، وشهدت المباراة إلغاء خمسة أهداف (أربعة في شوط واحد)، وست بطاقات صفراء (تلقى مدرب توتنهام إنج بوستيكوغلو واحدة)، وطرد لاعبين من توتنهام، و11 فحصًا رئيسيًا للتحكيم بمساعدة الفيديو، مما أضاف 21 دقيقة إلى المباراة في الوقت بدل الضائع.   انتهت المباراة بهزيمة توتنهام على أرضه بنتيجة 4–1، حيث سجل نيكولاس جاكسون ثلاثية، لكن الفريق المضيف والمدير الفني بوستيكوغلو لا يزالان يتلقيان تصفيقًا حارًا من جماهيرهما في النهاية. 

## الإحصائيات
آخر تحديث 3 أبريل 2025.
| المسابقات                | فوز تشيلسي | التعادل | فوز توتنهام |
| ------------------------ | ---------- | ------- | ----------- |
| الدوري الإنجليزي الممتاز | 68         | 38      | 48          |
| كأس الاتحاد الإنجليزي    | 6          | 2       | 4           |
| كأس الرابطة الإنجليزية   | 7          | 3       | 3           |
| المجموع                  | 81         | 43      | 55          |

## البطولات
آخر تحديث 28 مايو 2025.
| المسابقات الدولية                             | تشيلسي | توتنهام هوتسبير |
| --------------------------------------------- | ------ | --------------- |
| دوري أبطال أوروبا                             | 2      | 0               |
| كأس الاتحاد الأوروبي / الدوري الأوروبي        | 2      | 3               |
| دوري المؤتمر الأوروبي                         | 1      | 0               |
| كأس الكؤوس الأوروبية                          | 2      | 1               |
| كأس السوبر الأوروبي                           | 2      | 0               |
| كأس العالم للأندية                            | 1      | 0               |
|                                               |        |                 |
| المسابقات المحلية                             | تشيلسي | توتنهام هوتسبير |
| دوري الدرجة الأولى / الدوري الإنجليزي الممتاز | 6      | 2               |
| كأس الاتحاد الإنجليزي                         | 8      | 8               |
| كأس الرابطة الإنجليزية                        | 5      | 4               |
| درع المجتمع الإنجليزي                         | 4      | 7               |
| المجموع                                       | 33     | 25              |

## أعلى نسبة حضور
- 100،000، توتنهام 2–1 تشيلسي، 20 مايو 1967، كأس الاتحاد الإنجليزي، ويمبلي[47]
- 89،294، تشيلسي 2–0 توتنهام، 1 مارس 2015، كأس الرابطة الإنجليزية، ويمبلي[48]
- 87،660، تشيلسي 1–2 توتنهام، 24 فبراير 2008، كأس الرابطة الإنجليزية، ويمبلي[49]
- 86،355، تشيلسي 4–2 توتنهام، 22 أبريل 2017، كأس الاتحاد الإنجليزي، ويمبلي[50]
- 85،731، توتنهام 1–5 تشيلسي، 15 أبريل 2012، كأس الاتحاد الإنجليزي، ويمبلي[51]
- 76،000، تشيلسي 0–4 توتنهام، 16 أكتوبر 1920، دوري الدرجة الأولى، ستامفورد بريدج[52]
- 73،587، توتنهام 1–2 تشيلسي, 20 أغسطس 2017، الدوري الإنجليزي الممتاز، ويمبلي[53]
- 70،123، تشيلسي 2–0 توتنهام، 8 يناير 1964، ،كأس الاتحاد الإنجليزي ستامفورد بريدج[54]
- 66،398، توتنهام 4–0 تشيلسي، 26 يناير 1957، كأس الاتحاد الإنجليزي، وايت هارت لين[55]
- 61،726، توتنهام 1–4 تشيلسي، 6 نوفمبر 2023، الدوري الإنجليزي الممتاز، ملعب توتنهام هوتسبير[56]